# 湖上升明月
32°53′38″N 117°22′37″E / 32.8940°N 117.3770°E
“湖上升明月”古民居博览园，简称湖上升明月，是位于中国安徽省蚌埠市龙子湖西南岸的一处博览园景区，规划总面积5000亩，建设用地1314亩，建筑面积近30万平方米。该景区于2012年11月开工，2023年陆续完工开放。
“湖上升明月”是展示中国古建筑文明的一座大型“露天博物馆”，园内展示了450多栋不同年代、不同地区的古民居建筑群落，24座形态各异的古石桥，1万余株古树名木等。王蒙、冯骥才、阮仪三、张艺谋、张铁林、余秋雨、钱文忠、杨丽萍、杨澜、徐峥、李玉刚、苏士澍、吴为山、贾平凹在参观之后对博览园给出了高度评价。
博览园先后有法国、西班牙、南非、菲律宾等30多个国家的驻中国领事馆外交官员和国家知名人士前来参观，包括欧盟前主席、意大利前总理普罗迪和上合组织秘书长阿利莫夫等。

## 历史
2012年11月，博览园正式开工。

2018年，博览园里450栋古民居已全部修复完成。
2018年5月13日，大美中国-成龙岛徽派古民居修复启动暨成龙环保艺术展示馆揭牌仪式在博览园举行，成龙出席该活动并为展示馆揭牌。
2018年6月6日，第一届G-EXPO世界足球峰会在博览园举办。贝克汉姆、皮耶罗、古利特、科斯塔库塔、安切洛蒂相继出席。
2019年10月1日上午8:00到2019年10月7日下午18:00，博览园对外免费开放7天。
2019年11月18日，太湖世界文化论坛世界文化技艺（龙子湖）交流中心成立仪式暨中外文化交流高级别会议在博览园举办。
2021年5月19日，太湖世界文化论坛宣布将年会永久会址落户于本博览园。

## 主要景点

### 风情老街
风情老街随处可见酒楼餐馆、茶坊咖啡馆、客栈民宿、画廊书店，另有24座石桥，形成新“二十四桥”景观。

### 古戏台剧坊
古戏台剧坊位于主湖心岛。该建筑始建于清光绪十四，是古建筑修复的成果。古戏台剧坊是国家级非物质文化遗产花鼓灯和泗州戏的学习基地。

### 东方神木
拥有一个独立展览馆用于安放和展示神州“乌木之王”。乌木被称为“东方神木”，是景区最重要的展品。

### 成龙岛
成龙岛主要由成龙环保艺术展示馆构成。该馆由两栋中国古代民居改建而成，面积1200多平方米。该馆主要展示成龙参与电影拍摄制作过程中使用过的电影器材、电影道具和体现环保理念的艺术展品。

## 荣誉
博览园被安徽省委宣传部评为省“文化产业示范园区（基地）”；
被安徽省旅游局评为“十佳旅游项目”；
被安徽省台办列入“第一批对台交流基地” ；
被文化和旅游部列入重点项目名录。